# 2003년 미식축구 월드컵
2003년 미식축구 월드컵은 국제 미식축구 연맹 (IFAF)에서 주관한 제2회 미식축구 월드컵 대회이다. 2003년 7월 10일부터 7월 12일까지 독일 하나우의 헤르베르트 드뢰스 경기장과 비스바덴의 헬무트쇤 스포츠파크에서 열렸다.
이번 대회에서는 일본 대표팀이 지난 대회에 이어 2연패를 달성하였다. 

## 참가국
- 일본  (아시아 챔피언)
- 멕시코 (아메리카 챔피언)
- 프랑스 (유럽 대표)
- 독일  (개최국 자동진출)

## 결선
|  | 준결승전 | 준결승전 |      |    | 결승전 | 결승전 |
|  |          |          |      |    |        |        |
|  |          |          |      |    |        |        |
|  |          |          |      |    |        |        |
|  | 일본     | 23       |      |    |        |        |
|  | 일본     | 23       |      |    |        |        |
|  | 프랑스   | 6        |      |    |        |        |
|  | 프랑스   | 6        | 일본 | 34 |        |        |
|  |          |          | 일본 | 34 |        |        |
|  |          | 멕시코   | 14   |    |        |        |
|  | 멕시코   | 멕시코   | 14   | 21 |        |        |
|  | 멕시코   |          |      | 21 |        |        |
|  | 독일     | 17       |      |    |        |        |
|  | 독일     | 17       |      |    |        |        |

순위
| 순위 | 팀     | 경기 | 승 | 패 | 득점 | 실점 | 득실차 |
| ---- | ------ | ---- | -- | -- | ---- | ---- | ------ |
| 1    | 일본   | 2    | 2  | 0  | 57   | 20   | +37    |
| 2    | 멕시코 | 2    | 1  | 1  | 35   | 51   | -16    |
| 3    | 독일   | 2    | 1  | 1  | 53   | 28   | +25    |
| 4    | 프랑스 | 2    | 0  | 2  | 13   | 59   | -46    |

## 우승국
| 2003년 미식축구 월드컵 |
| ---------------------- |
| 일본 두 번째 우승      |